# Campeonato Russo de Futebol de 1998 - Segunda Divisão
O Campeonato Russo de Futebol - Segunda Divisão de 1998 foi o sétimo torneio desta competição. Participaram vinte e duas equipes. O nome do campeonato era "Primeira Divisão" (Perváia Divizion), dado que a primeira divisão era a "Divisão Suprema" (Vysshaia Divizion). O campeão e o vice são promovidos e cinco são rebaixados diretammente para a terceira divisão. Além disso, há um torneio de promoção com o Décimo Sétimo Colocado e um dos campeões da terceira divisão.

## Participantes
| Equipe                          | Cidade            | Região                   | No ano anterior                                                                   | Estádio                     | Capacidade | Títulos                 | Participações |
| ------------------------------- | ----------------- | ------------------------ | --------------------------------------------------------------------------------- | --------------------------- | ---------- | ----------------------- | ------------- |
| FC Drujba Maikop                | Maikop            | Adiguésia                | Décimo Quinto Lugar                                                               | Estádio Yunost              | 7.000      | 0 (não possui)          | 7             |
| PFK Sokol Saratov               | Saratov           | Oblast de Saratov        | Terceiro Lugar                                                                    | Estádio Lokomotiv           | 15.000     | 0 (não possui)          | 7             |
| FC Neftekhimik Nizhnekamsk      | Nizhnekamsk       | Tartaristão              | Décimo Primeiro Lugar                                                             | Estádio Neftekhimik         | 3.000      | 0 (não possui)          | 6             |
| FC Lokomotiv Chita              | Chita             | Oblast de Chita          | Oitavo Lugar                                                                      | Estádio Lokomotiv           | 12.500     | 0 (não possui)          | 7             |
| FC Dinamo Stavropol             | Stavropol         | Krai de Stavropol        | Décimo Lugar                                                                      | Estádio Dínamo              | 15.589     | 0 (não possui)          | 4             |
| FC Lokomotiv São Petersburgo    | Tsentralny        | São Petersburgo          | Quinto Lugar                                                                      | Estádio Kirov               | 100.000    | 0 (não possui)          | 3             |
| FC Gazovik Ijevsk               | Ijevsk            | Udmúrtia                 | Décimo Segundo Lugar                                                              | Estádio Central Republicano | 19.200     | 0 (não possui)          | 4             |
| PFC Spartak Nalchik             | Nalchik           | Cabárdia-Balcária        | Quarto Lugar                                                                      | Estádio Spartak             | 14.400     | 0 (não possui)          | 5             |
| FC Kuban Krasnodar              | Krasnodar         | Krai de Krasnodar        | Décimo Sexto Lugar                                                                | Estádio Kuban               | 32.000     | 0 (não possui)          | 4             |
| FC Saturn                       | Ramensky          | Oblast de Moscovo        | Nono Lugar                                                                        | Estádio Saturn              | 16.8000    | 0 (não possui)          | 3             |
| FC Metallurg Lipetsk            | Lipetsk           | Oblast de Lipetsk        | Vice Campeão                                                                      | Estádio Metallurg           | 14.000     | 0 (não possui)          | 4             |
| FC Anji Makhachkala             | Mahackala         | Daguestão                | Décimo Terceiro Lugar                                                             | Estádio Dínamo              | 15.200     | 0 (não possui)          | 2             |
| FC Lada-Grad Dimitrovgrad       | Dimitrovgrad      | Oblast de Ulianovsk      | Sexto Lugar                                                                       | Estádio Torpedo             | 5.000      | 0 (não possui)          | 3             |
| FC Kristall Smolensk            | Smolensk          | Oblast de Smolensk       | Sétimo Lugar                                                                      | Estádio Spartak             | 12.500     | 0 (não possui)          | 2             |
| FC Irtysh Omsk                  | Omsk              | Oblast de Omsk           | Décimo Sétimo Lugar                                                               | Estádio Estrela Vermelha    | 18.000     | 0 (não possui)          | 6             |
| FC Lada Togliatti VAZ-Togliatti | Togliatti         | Oblast de Samara         | Rebaixado do Campeonato Russo de Futebol de 1996                                  | Estádio Torpedo             | 18.000     | 1 (1993 (Zona Central)) | 4             |
| FC Lokomotiv Níjni Novgorod     | Níjni Novgorod    | Oblast de Níjni Novgorod | Rebaixado do Campeonato Russo de Futebol de 1997                                  | Estádio Lokomotiv           | 17.856     | 0 (não possui)          | 1             |
| FC Fakel Voronej                | Voronej           | Oblast de Voronej        | Rebaixado do Campeonato Russo de Futebol de 1997                                  | Estádio da Central Sindical | 32.750     | 0 (não possui)          | 4             |
| FC KAMAZ Naberejnye Chelny      | Naberejnye Chelny | Tartaristão              | Rebaixado do Campeonato Russo de Futebol de 1997                                  | Estádio KAMAZ               | 10.000     | 1 (1992 Zona Central)   | 2             |
| FC Arsenal Tula                 | Tula              | Oblast de Tula           | Campeão da Zona Oeste do Campeonato Russo de Futebol de 1997 - Terceira Divisão   | Estádio Arsenal             | 20.048     | 0 (não possui)          | 1             |
| FC Rubin Kazan                  | Cazã              | Tartaristão              | Campeão da Zona Central do Campeonato Russo de Futebol de 1997 - Terceira Divisão | Estádio Central de Cazã     | 28.500     | 0 (não possui)          | 3             |
| FC Tom Tomsk                    | Tomsk             | Oblast de Tomsk          | Campeão da Zona Leste do Campeonato Russo de Futebol de 1997 - Terceira Divisão   | Estádio Trud                | 15.000     | 0 (não possui)          | 3             |

## Regulamento
O campeonato foi disputado no sistema de pontos corridos em turno e returno. Ao final, o campeão e o vice eram promovidos para o Campeonato Russo de Futebol de 1999 e cinco equipes eram rebaixadas diretamente para o Campeonato Russo de Futebol de 1999 - Terceira Divisão. O décimo sétimo colocado jogava um torneio de promoção com um dos campeões do Campeonato Russo de Futebol de 1998 - Terceira Divisão.

## Resultados do Campeonato
Saturn foi o campeão; junto com o vice, Lokomotiv de Níjni Novgorod, foi promovido para a primeira divisão russa.

Drujba, Lada de Togliatti, Kuban, Irtysh e KAMAZ foram rebaixados para a terceira divisão russa.

Neftekhimik se classificou para o torneio de promoção.

## Torneio de Promoção
| Equipe                     | Cidade      | Região      | Classificado por                                                                | Estádio                  | Capacidade | Títulos        | Participações |
| -------------------------- | ----------- | ----------- | ------------------------------------------------------------------------------- | ------------------------ | ---------- | -------------- | ------------- |
| FC Neftekhimik Nizhnekamsk | Nizhnekamsk | Tartaristão | Décimo Sétimo Lugar no Campeonato Russo de Futebol de 1998 - Segunda Divisão    | Estádio Neftekhimik      | 3.000      | 0 (não possui) | 6             |
| FC Torpedo ZIL de Moscovo  | Danilovsky  | Moscovo     | Campeão da Zona Oeste do Campeonato Russo de Futebol de 1998 - Terceira Divisão | Estádio Eduard Streltsov | 14.274     | 0 (não possui) | 1             |

### Acesso aoCampeonato Russo de Futebol de 1999 - Segunda Divisão
| Acesso                              |
| ----------------------------------- |
| FC Torpedo ZIL de Moscovo 1° Título |

## Campeão
| Campeão Russo da Segunda Divisão de 1998 |
| ---------------------------------------- |
| FC Saturn 1° Título                      |